# اچ‌ام‌اس پلانتاگنت (۱۸۱)
اچ‌ام‌اس پلانتاگنت (۱۸۱) (به انگلیسی: HMS Plantagenet (1801)) یک کشتی بود که طول آن ۱۸۱ فوت (۵۵ متر) بود. این کشتی در سال ۱۸۰۱ ساخته شد.